# Уайт, Хью Лоусон
Хью Лоусон Уайт (англ. Hugh Lawson White (30 октября 1773 — 10 апреля 1840) — американский политический деятель от штата Теннесси в начале XIX века. Занимал различные государственные должности, в том числе был сенатором США от Теннесси и временным президентом Сената США. Считается одним из основателей партии вигов.

## Ранние годы
Уайт родился 30 октября 1773 года в округе Айрделл Северная Каролина (на тот момент данная территория относилась к округу Роуан) в семье Джеймса Уайта и Мэри Лоусон Уайт. Его отец, ветеран Войны за независимость, перевез свою семью на границу Теннесси в 1780-х годах и участвовал в попытке создания штата Франклин. В 1786 году его отец построил форт Уайт, который в конечном итоге превратился в город Ноксвилл. Молодой Хью был часовым в форте и помогал управлять его маленькой мельницей.
В 1791 году форт Уайт был выбран столицей недавно созданной Юго-Западной территории, а друг Джеймса Уайта Уильям Блаунт был назначен губернатором этой территории. Хью Лоусон Уайт работал личным секретарем Блаунта. Его наставником был педагог Ноксвилля Сэмюэл Каррик. В 1793 году Уайт сражался в под командованием Джона Севьера во время войн между чероки и американцами. Историк Дж. Г. М. Рэмси упоминал, Уайт убил Фишера, вождя чикамогских чероки. Внучка Уайта и его биограф Нэнси Скотт также подтверждали данный факт, утверждая, что он сделал смертельный выстрел.
Уайт изучал право в пенсильванском Ланкастере под руководством Джеймса Хопкинса. По результатам обучения он был принят в адвокатуру в 1796 году. В 1799 года он женился на Элизабет Каррик, дочери своего наставника.

## Карьера

### Начало политической деятельности
В 1801 году Уайт был назначен судьей Высшего суда штата Теннесси, в то время высшего суда штата. В 1807 году он ушел в отставку после того, как был избран в законодательный орган штата. Он покинул законодательный орган штата в 1809 году после назначения в Государственный суд по ошибкам и апелляциям (который заменил Верховный суд в качестве высшего суда).
Уайт ушел с этой должности в 1815 году, когда был избран в Сенат США. Он служил в сенате штата до 1817 года. В качестве законодателя штата Уайт помог реформировать земельные законы штата и добился принятия антидуэльных мер.
В 1812 году Уайт был назначен президентом Ноксвиллского отделения Банка Теннесси. Современники оцентвали Уайта как очень осторожного банкира. Его банк был одним из немногих в штате, переживших финансовый кризис 1819 года.
В 1821 году президент Джеймс Монро назначил Уайта членом комиссии по урегулированию претензий к Испании в соответствии с договором Адамса-Ониса, согласно которому США была продана территория современной Флориды.

### Сенат США
В 1825 году легислатура Теннесси выбрала Уайта в Сенат США вместо Эндрю Джексона(Джексон ушел в отставку после неудачной попытки баллотироваться на пост президента в 1824 году). Уайт возглавил сопротивление южных штатов в направлении делегатов для участия в Панамском конгрессе 1826 года. Данный Конгресс стал собранием различных наций в Западном полушарии, многие из которых провозгласили свою независимость от Испании и отменили рабство. Уайт утверждал, что, если бы США присутствовали на конгрессе, это нарушило бы приверженность нейтралитету, провозглашенную президентом Вашингтоном десятилетиями ранее, и заявил, что нация не должна участвовать в иностранных договорах просто ради «удовлетворения национального тщеславия».
После избрания Джексона президентом в 1828 году Уайт стал одним из ключевых союзников администрации Джексона в Конгрессе. Уайт был председателем сенатского комитета по делам индейцев, который разработал закон о переселении индейцев. Данный закон, устанавливал порядок переселения индейских племен с юго-востока США на территории к западу от реки Миссисипи.
В речи 1836 года Уайт назвал себя «строгим конструкционистом» утверждая, что федеральное правительство не может принимать никаких законов, помимо тех, что входят в круг его полномочий, конкретно указанных в Конституции США. Как и многие сторонники президента Джексона, Уайт был стойким защитником прав штата. Он выступал против Второго банка Соединённых Штатов и отказался от федерального финансирования внутренних улучшений (которые, по его мнению, могли финансировать только сами штаты).
Он также поддержал призыв президента Джексона ликвидировать коллегию выборщиков США. Кроме того Уайт выступал против федерального вмешательства в проблему рабства. Как и большинство южных сенаторов, Уайт выступал против тарифа 1828 года, который установил высокие налоги на товары, ввозимые из-за границы, чтобы защитить растущие северные отрасли промышленности. Уайт утверждал, что, хотя федеральное правительство имеет право устанавливать тарифы, оно должно делать это только тогда, когда оно приносит пользу нации в целом, а не только одной части (то есть Северу) за счет другой (то есть аграрной части Юга). Во время возникшего в результате таможенного кризиса 1832 года перилода Уайт, будучи временным президентом Сената (лидером Сената в отсутствие вице-президента), координировал переговоры в промежутке между отставкой Джона Калхуна (28 декабря 1832 г.) и приведение к присяге вице-президента Мартина Ван Бюрена (4 марта 1833 г.).

### Президентские выборы 1836 года
К концу первого срока Джексона между Уайтом и Джексоном возникли серьезные разногласия. В 1831 году, когда Джексон переставил свой кабинет после дела Петтикота, Уайту была предложена должность военного министра, но он отказался. В феврале 1833 года Уайт разозлил Джексона, назначив сенатора Делавэра в специальный комитет для рассмотрения компромисса Клея. В более поздних выступлениях Уайт заявил, что администрация Джексона отошла от основных принципов партии, а также утверждал, что исполнительная власть получает слишком большую власть.
Законодательное собрание штата Теннесси одобрило Уайта на пост президента в 1835 году, в конце второго срока Джексона. Это разозлило Джексона, так как он выбрал Мартина Ван Бурена своим преемником. Уайт заявил, что ни один действующий президент не должен выбирать преемника, утверждая, что это сродни монархии. В 1836 году Уайт полностью покинул партию Джексона и решил баллотироваться в президенты в качестве кандидата от Партии вигов во главе с Генри Клейем, которая сформировалась в основном из оппозиции Джексону.
На президентских выборах 1836 года Партия вигов, неспособная согласовать кандидата, выставила против Ван Бюрена четырех кандидатов: Уайта, Уильяма Генри Харрисона, Дэниела Вебстера и Уилли Персона Мангама. Джексон активно выступал против Уайта в Теннесси и обвинил его в том, что он федералист, выступающий против прав штатов.
Несмотря на это, Уайт победил в Теннесси, а также в Джорджии, дав ему 26 голосов выборщиков, что является третьим по величине результатом после 170 у Ван Бурена и 73 у Харрисона.

### Более поздняя карьера
К 1837 году отношения между Уайтом и Джексоном стали враждебными. Джексон был возмущен, когда он узнал, что Уайт обвинил его администрацию в совершении прямого мошенничества, и заявил в письме Адаму Хантсману, что Уайт имел «слабый моральный кодекс». Союзники Джексона, такие как Джеймс Полк, Феликс Гранди и Джон Катрон также выступили против Уайта и обвинили его в споре с Джексоном. Уайт поддержал свои обвинения, а также обвинил Джексона в «бесполезных расходах» государственных денег и увеличении власти президента.
К концу 1830-х годов союзники Джексона получили контроль над законодательным собранием штата Теннесси. После того, как Уайт отказался от их требования проголосовать за законопроект о независимом казначействе, он был вынужден уйти в отставку 13 января 1840 года.
После большого банкета в Вашингтоне Уайт вернулся в свой родной Ноксвилл. Его въезд в город ознаменовался стрельбой из пушек и звоном церковных колоколов, когда он маршировал по улицам верхом на лошади. Вскоре после своего возвращения Уайт заболел и умер 10 апреля 1840 года. Большая похоронная процессия провела его гроб и лошадь без всадника по улицам Ноксвилла. Он похоронен со своей семьей на кладбище первой пресвитерианской церкви.

### Статьи
- L. Paul Gresham. The Public Career of Hugh Lawson White (англ.) // Tennessee Historical Quarterly. — Tennessee Historical Society, 1944. — Vol. 3, iss. 4. — P. 291—318.